# Simulium yacuchuspi
Simulium yacuchuspi es una especie de insecto del género Simulium, familia Simuliidae, orden Diptera.

## Distribución
Se distribuye por Perú.

## Taxonomía
Fue descrita científicamente por Wygodzinsky & Coscaron, 1967.